# El jove Sherlock Holmes
El jove Sherlock Holmes (títol original: Young Sherlock Holmes) és una pel·lícula d'aventures americà dirigida per Barry Levinson, estrenada l'any 1985. Ha estat doblada al català.

## Argument
A Londres el 1870, el jove John Watson entra en la seva nova escola, la Brompton Academy. Hi troba un adolescent amb una ment de deducció molt desenvolupat: un cert Sherlock Holmes. Fan amistat i Holmes li presenta el seu mentor, el professor Waxflatter, un mestre jubilat que ha esdevingut inventor i que viu sempre a l'escola. Li presenta igualment la neboda d'aquest, Elizabeth, de qui està enamorat.
Molt ràpidament, Holmes convida Watson a participar en una investigació en relació amb el Sr. Bobster i el reverend Nesbitt, tots dos morts en circumstàncies estranyes, aparentment per una crisi de bogeria — són en realitat víctimes de al·lucinacions espantoses després que una misteriosa silueta armada d'una sarbatana els hagi disparat. Holmes rebutja la tesi del suïcidi, veient un enllaç entre els dos homicidis, però no arriba a convèncer l'inspector Lestrade, de Scotland Yard.

## Repartiment
- Nicholas Rowe: Sherlock Holmes
- Alan Cox: John Watson
- Sophie Ward: Elizabeth Hardy
- Anthony Higgins: James Moriarty alias el professor Rathi / Hitar
- Vivienne Chandler: la Sra. Holmes
- Susan Fleetwood: la Sra. Dribb
- Freddie Jones: Chester Cragwitch
- Nigel Stock: Rupert Waxflatter
- Roger Ashton-Griffiths: l'inspector Lestrade
- Earl Rhodes: Dudley
- Brian Oulton: Mestre Snelgrove
- Patrick Newell: Bentley Bobster
- Donald Eccles: el reverend Duncan Nesbitt
- Matthew Ryan: un amic de Dudley
- Matthew Blakstad: un amic de Dudley
- Jonathan Lacey: un amic de Dudley
- Walter Sparrow: Ethan Engel
- Nadim Sawalha: el propietari de la taverna egípcia
- Michael Hordern: Watson vell (veu)

## Producció
- El jove Sherlock Holmes és la primera pel·lícula en beneficiar-se d'un personatge totalment en imatges de sintesi (el cavaller que surt de la vidriera). Aquesta seqüència és obra de l'estudi Industrial Light & Magic.
- L'atmosfera impresa de màgia i de fantàstica, les decoracions de pensionat típicament angleses, així com certs personatges que preludien l'univers cinematogràfic de Harry Potter, del qual Chris Colombus dirigirà els 2 primers episodis de l'aprenent de bruixot, quinze anys després d'haver escrit el guió d'El jove Sherlock Holmes.

## Rebuda
La pel·lícula no va tenir èxit comercial, informant aproximadament 19 milions de dòlars al box-office a Amèrica del Nord per un pressupost de 18 milions de dòlars.
Va rebre un acuell de la crítica més aviat favorable, recollint 65 % de crítiques positives, amb una nota mitjana de 5,7/10 i sobre la base de 20 crítics, en el lloc Rotten Tomatoes.

## Premis i nominacions

### Premis i nominacions
- Saturn Awards 1986: Millor música.

### Nominacions
- Saturn Awards 1986 :
  - Millor pel·lícula fantàstica
  - Millor guió
- Cerimònia dels Oscars 1986: Millors efectes visuals
- premis Young Artist 1986 :
  - Millor pel·lícula familiar
  - Millor pel·lícula fantàstica